# Lea Thompsonová
Lea Kathleen Thompsonová (* 31. května 1961, Rochester, Minnesota, USA) je americká herečka.
Pochází z herecké rodiny, od dětství se věnovala baletu, ve dvaceti letech se přeorientovala na herectví. Hrála v reklamách, první větší filmovou roli dostala v Rudém úsvitu. Proslavila se jako Lorraine v sérii Návrat do budoucnosti. Další výrazné komediální postavy ztvárnila ve filmech Kačer Howard a Dennis – postrach okolí nebo v sitcomu Caroline in the City, za který získala v roce 1996 People's Choice Award. Vystupovala také v Broadway Theatre v muzikálu Kabaret.
Jejím manželem je od roku 1989 režisér Howard Deutch, s nímž se seznámila při natáčení filmu Báječná chvíle. Mají dvě dcery, Madelyn a Zoey, které se také věnují herectví. Její starší bratr Andrew Thompson je profesionální tanečník a choreograf.

## Filmografie

### Film
| Rok           | Název                                 | Role                  | Poznámky                         |
| ------------- | ------------------------------------- | --------------------- | -------------------------------- |
| 1982          | MysteryDisc: Murder, Anyone?          | Cecily 'Sissy' Loper  |                                  |
| 1983          | Čelisti III                           | Kelly Ann Bukowski    |                                  |
| 1983          | Správná hra                           | Lisa Lietzke          |                                  |
| 1984          | Rudý úsvit                            | Erica Mason           |                                  |
| 1984          | The Wild Life                         | Anita                 |                                  |
| 1985          | Návrat do budoucnosti                 | Lorraine Baines McFly |                                  |
| 1986          | Vesmírný tábor                        | Kathryn Fairly        |                                  |
| 1986          | Kačer Howard                          | Beverly Switzler      |                                  |
| 1987          | Báječná chvíle                        | Amanda Jones          |                                  |
| 1988          | Nezávazný sex?                        | Stacy                 |                                  |
| 1988          | Going Undercover                      | Marigold de la Hunt   |                                  |
| 1988          | Čaroděj osamělosti                    | Sybil                 |                                  |
| 1989          | Návrat do budoucnosti II              | Lorraine McFly        |                                  |
| 1990          | Návrat do budoucnosti III             | Maggie/Lorraine McFly |                                  |
| 1992          | Článek 99                             | Dr. Robin Van Dorn    |                                  |
| 1993          | Uloupené děti                         | Annie Beales          |                                  |
| 1993          | Dennis - postrach okolí               | Mrs. Alice Mitchell   |                                  |
| 1993          | Burani z Beverly Hills                | Laura Jackson         |                                  |
| 1994          | Malí uličníci                         | Ms. Roberts           |                                  |
| 1998          | The Unknown Cyclist                   | Melissa Cavatelli     |                                  |
| 2002          | Ryby nemrkají                         | Clara                 |                                  |
| 2003          | Haunted Lighthouse                    | Peg Van Legge         | krátkometrážní film              |
| 2005          | Vzdálený domov                        | Carol                 |                                  |
| 2006          | 10 Tricks                             | Grace                 |                                  |
| 2007          | Out of Omaha                          | Ginger Gainor         |                                  |
| 2008          | Spy School                            | Claire Miller         |                                  |
| 2008          | Velký maturitní mejdan                | Cathleen Harris       |                                  |
| 2008          | Nebezpečná rychlost                   | Maudie McMinn         |                                  |
| 2009          | Balancing the Books                   | Rebecca               | také výkonná producentka         |
| 2009          | The Check                             | Darla                 | krátkometrážní film              |
| 2009          | Detektiv Slyde                        | Master Bartologist    |                                  |
| 2009          | Kolotočáři                            | Susan Frost           |                                  |
| 2010          | Adventures of a Teenage Dragon Slayer | Laura                 |                                  |
| 2010          | Pork Chop Night                       | —                     | krátkometrážní film, producentka |
| 2011          | Tenký led                             | Jo Ann Prohaska       |                                  |
| 2011          | Starostka z cukrárny                  | Mary Maroni           | také výkonná producentka         |
| 2011          | The Trouble with the Truth            | Emily                 | také producentka                 |
| 2011          | J. Edgar                              | Lela Rogers           |                                  |
| 2014          | Ping Pong Summer                      | Crandall Miracle      |                                  |
| 2014          | Napospas osudu                        | Irene Steele          |                                  |
| 2015          | The Wrong Side of Right               | Liz                   |                                  |
| 2017          | Svatební host                         | Deb                   |                                  |
| 2017          | Who We Are Now                        | Alana                 |                                  |
| 2017          | The Year Of Spectacular Men           | Deb Klein             |                                  |
| 2018          | Sierra Burgess je marná               | paní Burgessová       |                                  |
| 2018          | Little Women                          | Marmee March          |                                  |
| 2018          | Queen                                 | Dr. Page              | krátkometrážní film              |
| 2019          | You Are Here                          | Helen                 |                                  |
| 2020          | Večeře po americku                    | Betty                 |                                  |
| 2021          | Mark, Mary & Some Other People        | Teta Carol            |                                  |
| bude oznámeno | Unplugging                            | Brenda                |                                  |

### Televize
| Rok        | Název                                     | Role                   | Poznámky                                                                                  |
| ---------- | ----------------------------------------- | ---------------------- | ----------------------------------------------------------------------------------------- |
| 1989       | Osudné následky                           | Sally Matthews         | TV film                                                                                   |
| 1989       | Příběhy ze záhrobí                        | Sylvia Vane            | díl: „Only Sin Deep“                                                                      |
| 1990       | Montana                                   | Peg Guthrie            | TV film                                                                                   |
| 1993       | Uloupené děti                             | Annie Beales           | TV film                                                                                   |
| 1994       | Náhradní žena                             | Amy Hightower          | TV film                                                                                   |
| 1995       | Nevyslovená pravda                        | Brianne Hawkins        | TV film                                                                                   |
| 1995       | Přátelé                                   | Caroline Duffy         | díl: „Alergická reakce“ (neuvedena v titulcích)                                           |
| 1995–1999  | Caroline in the City                      | Caroline Duffy         | 97 dílů, také producentka (22 dílů)                                                       |
| 1996       | The Right to Remain Silent                | Christine Paley        | TV film                                                                                   |
| 1998       | Z vlastní vůle                            | Amanda Steward         | TV film                                                                                   |
| 2002       | Electric                                  | Geri Meyers            | také producentka                                                                          |
| 2002–2003  | For the People                            | Camille Paris          | 18 dílů                                                                                   |
| 2003       | Ukradené Vánoce                           | Sarah Gibson           | TV film                                                                                   |
| 2004       | Ed                                        | Liz Stevens            | 3 díly                                                                                    |
| 2004       | Zákon a pořádek: Útvar pro zvláštní oběti | Michelle Osborne       | díl: „Právo matky“                                                                        |
| 2005       | Jane Doe: Zmizení                         | Cathy Davis            | TV film                                                                                   |
| 2005       | Jane Doe: Deklarace nezávilosti           | Cathy Davis            | TV film                                                                                   |
| 2005       | Jane Doe: Dokud nás smrt nerozdělí        | Cathy Davis            | TV film                                                                                   |
| 2005       | Jane Doe: Jiná tvář                       | Cathy Davis            | TV film                                                                                   |
| 2006       | Jane Doe: Ano, vzpomínám si               | Cathy Davis            | TV film                                                                                   |
| 2006       | Jane Doe: Tvrdší dopad                    | Cathy Davis            | TV film, také režisérka                                                                   |
| 2007       | Jane Doe: Pouta, která spojují            | Cathy Davis/Jane Doe   | TV film                                                                                   |
| 2007       | Narušený život                            | Debbie Smith           | TV film                                                                                   |
| 2007       | Jane Doe: Jak vyhodit šéfa                | Cathy Davis            | TV film                                                                                   |
| 2007       | Nebezpečný let                            | Alicia Bender          | TV film                                                                                   |
| 2008       | Jane Doe: Oči                             | Cathy Davis/Jane Doe   | také režisérka                                                                            |
| 2008       | Head Case                                 | Samu sebe              | také scenáristka (díl: „El Finks“)                                                        |
| 2008       | The Mrs. Clause                           | Sophie                 | TV film                                                                                   |
| 2010       | Greek                                     | April                  | díl: „Camp Buy Me Love“                                                                   |
| 2010       | Uncle Nigel                               | Abby Wells             | TV film                                                                                   |
| 2011       | Robot Chicken                             | Lorraine Baines (hlas) | díl: „Major League of Extraordinary Gentlemen“                                            |
| 2011       | The Cabin                                 | Lily MacDougall        | TV film                                                                                   |
| 2011       | Game of Your Life                         | Abbie                  | TV film                                                                                   |
| 2011–2017  | Záměna                                    | Kathryn Kennish        | 73 dílů, také režisérka (2 díly)                                                          |
| 2012       | Love at the Christmas Table               | Elissa Beth Dixon      | TV film                                                                                   |
| 2013       | Pět příběhů šílenství                     | Julia                  | TV film                                                                                   |
| 2013       | Griffinovi                                | Lorraine McFly (hlas)  | díl: „Honba za pokladem“                                                                  |
| 2013       | Kriminálka Las Vegas                      | Jennifer Rhodes        | díl: „Zataženo“                                                                           |
| 2014       | My Mother's Future Husband                | Rene                   | TV film                                                                                   |
| 2014–2017  | Penn Zero: Hrdina na půl úvazku           | Vonnie Zero (hlas)     | vedlejší role, 14 dílů                                                                    |
| 2014       | Od A do Z                                 | Sama sebe              | díl: „A jako anabáze“                                                                     |
| 2015       | The Muppets                               | Sama sebe              | díl: 2                                                                                    |
| 2016       | Whose Line is it Anyway?                  | Sama sebe              | díl: 15                                                                                   |
| 2016       | Tým Škorpion                              | Veronica Dineen        | 4 díly                                                                                    |
| 2018       | Over the Hill                             | Sally                  | TV film                                                                                   |
| 2018       | Culture Clash                             | Lisa                   | TV film                                                                                   |
| 2020, 2022 | Goldbergovi                               | Fran                   | díly: „Návrat Umakartového krále “ a „You Only Die Once, or Twice, but Never Three Times“ |
| 2020       | The George Lucas Talk Show                | Sama sebe              | díl: „The Empire Strikes Duck“                                                            |
| 2021       | Filmy mého dětství                        | Sama sebe              | díl: „Návrat do budoucnosti“                                                              |
| 2022       | Star Trek: Picard                         | Dr. Diane Werner       | díl: „Fly Me to the Moon“                                                                 |

### Videohry
| Rok  | Název                           | Role                      | Poznámky |
| ---- | ------------------------------- | ------------------------- | -------- |
| 2008 | CR: Back to the Future          | Lorraine Baines (hlas)    |          |
| 2012 | Mystery Case Files: Shadow Lake | Cassandra Williams (hlas) |          |